# District de Todee
Le district de Todee est une subdivision du comté de Montserrado au Liberia. 
Les autres districts du comté de Montserrado sont :
- Le district de Careysburg
- Le district de Greater Monrovia
- Le district de St. Paul River